# Zeros proximus
Zeros proximus är en tvåvingeart som beskrevs av Canzoneri 1995. Zeros proximus ingår i släktet Zeros och familjen vattenflugor.
Artens utbredningsområde är Kongo. Inga underarter finns listade i Catalogue of Life.